# Comune di Græsted-Gilleleje
Il comune di Græsted-Gilleleje fino al 1º gennaio 2007 è stato un comune danese situato nella Contea di Frederiksborg. Il comune aveva una superficie di 130 km² e una popolazione di 20 843 abitanti (2006). Capoluogo era la cittadina di Gilleleje
Dal 1º gennaio 2007, con l'entrata in vigore della riforma amministrativa, il comune è stato soppresso e accorpato al comune di Helsinge per dare luogo al neo-costituito comune di Gribskov compreso nella regione di Hovedstaden.